# 22341 Francispoulenc
22341 Francispoulenc este un asteroid din centura principală de asteroizi.

## Descriere
22341 Francispoulenc este un asteroid din centura principală de asteroizi. A fost descoperit pe 8 august 1992 la Caussols de Eric Walter Elst. Asteroidul prezintă o orbită caracterizată de o semiaxă mare de 2,23 ua, o excentricitate de 0,20 și o înclinație de 2,4° în raport cu ecliptica.